# Obélisque de Dijon
L'obélisque de Dijon est située dans la ville du même nom, Place du Premier-Mai et fait partie des éléments protégés au titre des monuments historiques par arrêté du 5 mars 1964.

## Histoire

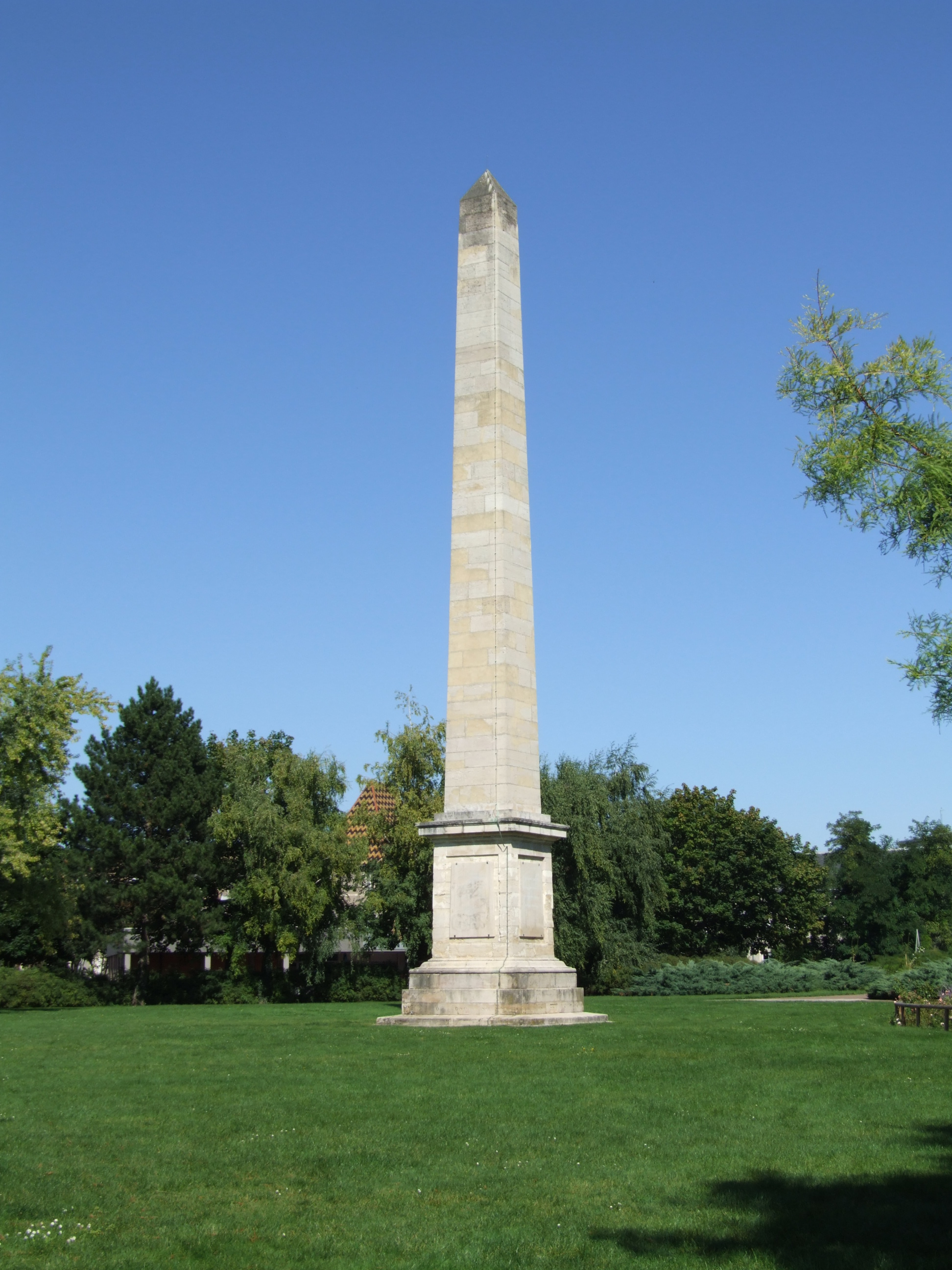
Obélisque

L'obélisque du Port du canal de Dijon célèbre la jonction des deux mers par le canal de Bourgogne, de l'Yonne à la Saône et commémore également les travaux du canal de Bourgogne ainsi que l'entreprise du canal dont la 1re pierre a été posée par le prince de Condé à Saint-Jean-de-Losne en 1784. L'orientation est indiquée sur chaque angle du socle.
Sur les 4 côtés de l'obélisque on peut lire ceci :
- « En 1760 les états généraux ont décidé l'ouverture de 3 canaux : de la Saône à la Loire, à la Seine et au Rhin. »
- « Les travaux du canal de Bourgogne ont été entrepris sur les plans d'Émiland Gauthey ingénieur chef de la province en 1783, cet obélisque a été érigé en 1786 et sa première pierre a été posée par le prince de Condé. »
- « Le premier bateau venant de St Jean de Losne est entré dans ce port le 14/12/1808. »
- « Le premier bateau venant de Paris est entré dans le port le 2 janvier 1833. »